# Tristaniopsis macrosperma
Tristaniopsis macrosperma är en myrtenväxtart som först beskrevs av Ferdinand von Mueller, och fick sitt nu gällande namn av Peter G.Wilson och John Teast Waterhouse. Tristaniopsis macrosperma ingår i släktet Tristaniopsis och familjen myrtenväxter. Inga underarter finns listade i Catalogue of Life.